# ملعب روبرت شامبورو
ملعب روبرت شامبورو (بالفرنسية: Stade Robert Champroux)‏ هو ملعب متعدد الاستخدامات يقع بضاحية ماركوري في مدينة أبيدجان بساحل العاج.
يتسع لنحو 3000 متفرج، و هو الملعب المحتضن لمباريات نادي ستاد أبيدجان.